# Paulo Emilio Vanzolini
 (novembre 2024).
Si vous disposez d'ouvrages ou d'articles de référence ou si vous connaissez des sites web de qualité traitant du thème abordé ici, merci de compléter l'article en donnant les références utiles à sa vérifiabilité et en les liant à la section « Notes et références ».
En pratique : Quelles sources sont attendues ? Comment ajouter mes sources ?
Paulo Emilio Vanzolini, né le 25 avril 1924 et mort le 28 avril 2013  à São Paulo, est un zoologiste et un compositeur brésilien.
Il est principalement connu pour ses morceaux de samba, et pour son travail dans le domaine de l'herpétologie.

Il a composé plus de 70 chansons qui ont été interprétées par de grands noms de la musique brésilienne, tels que Chico Buarque, Alcione, Beth Carvalho, Carlinhos Vergueiro, Carmen Costa, Ângela Maria, Cauby Peixoto, Elis Regina, Elza Soares, Emílio Santiago, Jair. Rodrigues, Miúcha, Maria Bethânia, Marlene, Martinho da Vila, Márcia, Nelson Gonçalves, Nora Ney, Paulinho da Viola, Ventura Ramirez et Inezita Barroso.
Il a été l'un des créateurs de la Fundação de Amparo à Pesquisa do Estado de São Paulo (FAPESP), dont il a rédigé le projet de création, et un collaborateur actif du Musée de Zoologie de l'Université de São Paulo qui, avec son travail a augmenté la collection de reptiles d'environ 1 200 à 230 000 spécimens.
Il a adapté la théorie du refuge à partir d'études conjointes avec le géographe Aziz Ab'Saber et l'Américain Ernest Williams, qui ont révolutionné la compréhension de l'évolution des vertébrés au Brésil.

## Zoologie
Espèces nommées en son hommage:
- Alpaida vanzolinii Levi, 1988 - (Arachnida,  Araneidae)
- Alsodes vanzolinii (Donoso-Barros, 1974) - (Amphibia, Cycloramphidae)
- Amphisbaena vanzolinii Gans 1963 - (Reptilia, Amphisbaenidae)
- Anolis vanzolinii (Williams, Orces, Matheus, Bleiweiss 1996) - (Reptilia, Polychrotidae)
- Cochranella vanzolinii Taylor & Cochran 1953 - (Amphibia, Centrolenidae)
- Dendrobates vanzolinii Myers, 1982 - (Amphibia, Dendrobatidae)
- Exallostreptus vanzolinii Hoffman 1988 - (Diplopoda, Spirostreptidae)
- Gymnodactylus vanzolinii Cassimiro & Rodrigues 2009 - (Reptilia, Phyllodactylidae)
- Hylodes vanzolinii Heyer 1982 - (Amphibia, Hylodidae)
- Liophis vanzolinii Dixon 1985 - (Reptilia, Colubridae)
- Nausigaster vanzolinii Andretta & Carrera 1952 - (Insecta, Syrphidae)
- Phrynomedusa vanzolinii Cruz 1991 - (Amphibia, Hylidae)
- Psittoecus vanzolinii Guimarães 1974 - (Insecta, Philopteridae)
- Saimiri vanzolinii Ayres 1985 - (Mammalia, Primates, Cebidae)
- Vanzosaura Rodrigues 1991 - (Reptilia, Gymnophthalmidae)

Une espèce de singe du Nouveau Monde, le Saki moine de Vanzolini, a été dénommé en son hommage.

## Discographie
- 1967: Onze Sambas e uma Capoeira (vários intérpretes).
- 1974: A Música de Paulo Vanzolini
- 1981: Por Ele Mesmo
- 2002: Acerto de Contas (vários intérpretes)